# Josef Anton Schobinger

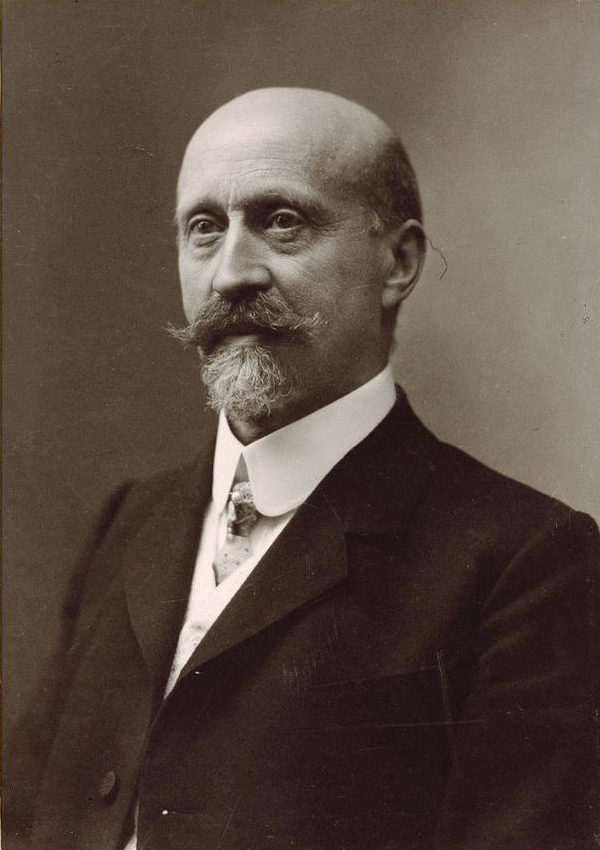
Josef Anton Schobinger

Josef Anton Schobinger (* 30. Januar 1849 in Luzern; † 27. November 1911 in Bern, heimatberechtigt in Luzern) war ein Schweizer Politiker und Baumeister. Ab 1874 gehörte er dem Regierungsrat des Kantons Luzern an, ab 1888 auch dem Nationalrat. Sieben Jahre lang präsidierte er die katholisch-konservative Fraktion (heutige CVP). 1908 wurde er in den Bundesrat gewählt, dem er bis zu seinem Tod angehörte.

## Biografie

### Studium und Beruf
Er war der Sohn des Spitalverwalters Josef Heinrich Schobinger und von Barbara Gloggner. Nachdem er in Luzern das Gymnasium besucht hatte, hielt er sich längere Zeit in Chambéry auf, um die französische Sprache besser zu beherrschen. Anschliessend studierte Schobinger Architektur am Eidgenössischen Polytechnikum in Zürich. Nach kurzer Tätigkeit als selbständiger Architekt trat er in die luzernische Kantonsverwaltung ein und arbeitete als Kantonsbaumeister. In dieser Funktion war er an der Planung zahlreicher öffentlicher Bauten beteiligt. Er war mit Mary Elizabeth Cowan aus Schottland verheiratet, das Paar hatte eine Tochter. In der Armee stieg Schobinger bis zum Obersten der Artillerie auf.

### Kantons- und Bundespolitik
1874 wählte der Grosse Rat des Kantons Luzern Schobinger in den Regierungsrat. Die Wahl erregte Aufsehen, da er zu diesem Zeitpunkt erst 24 Jahre alt und politisch noch kaum in Erscheinung getreten war. Dem Regierungsrat gehörte er die folgenden 34 Jahre an, wobei er die meiste Zeit das Baudepartement leitete. Schobinger widmete sich insbesondere dem Ausbau des Eisenbahnnetzes; so förderte er den Bau der Bern-Luzern-Bahn (eröffnet 1875) und der Seetalbahn (eröffnet 1883). Dabei geriet er häufig in Konflikt mit seinem Regierungskollegen Philipp Anton von Segesser, der dem technischen Fortschritt gegenüber skeptisch eingestellt war. Nach dem Abklingen des Kulturkampfs bemühte er sich darum, ein weniger angespanntes Verhältnis zu den Liberalen zu schaffen.
Nach Segessers Tod fand am 23. Oktober 1888 im Wahlkreis Luzern-Nordost eine Nachwahl um dessen Nachfolge im Nationalrat statt. Schobinger setzte sich deutlich gegen seinen liberalen Kontrahenten durch und schloss sich der katholisch-konservativen Fraktion an. Auf Bundesebene gelangte er aufgrund seiner Regierungserfahrung, seines Rednertalents und seiner tadellosen Umgangsformen bald zu hohem Ansehen. Der Journalist Georg Baumberger beschrieb ihn wie folgt: «Figur und Antlitz ergäben, in den Habit eines spanischen Granden des 17. Jahrhunderts gesteckt, ein vortreffliches Modell.» Von 1895 bis 1902 war Schobinger Fraktionspräsident, im Jahr 1904 amtierte er als Nationalratspräsident. Aufgrund seiner grossen Erfahrung im Eisenbahnwesen sass er im Verwaltungsrat der 1902 gegründeten Schweizerischen Bundesbahnen.
Nachdem Josef Zemp seinen bevorstehenden Rücktritt angekündigt hatte, war der Anspruch der Katholisch-Konservativen auf den frei werdenden Sitz im Bundesrat weitgehend unbestritten. Die Fraktion favorisierte zunächst Gustav Muheim, doch dieser lehnte aus gesundheitlichen Gründen ab. Bei der Ersatzwahl am 17. Juni 1908 erhielt Schobinger im ersten Wahlgang 141 von 178 gültigen Stimmen; auf Gustav Loretan entfielen sieben Stimmen, auf Giuseppe Motta fünf Stimmen, auf Georges Python vier Stimmen und auf weitere Personen 19 Stimmen.

### Bundesrat
Da Schobinger der Amtsjüngste war, musste er wie damals üblich jedes Jahr das Departement wechseln. 1908 leitete er das Justiz- und Polizeidepartement, 1909 das Handels-, Industrie- und Landwirtschaftsdepartement. Im Jahr 1910 stand er dem Finanz- und Zolldepartement vor, 1911 dem Departement des Innern. Aufgrund der ständigen Wechsel konnte Schobinger keine grossen Akzente setzen und blieb relativ unauffällig. Dies umso mehr, als ihm das Eisenbahn- und Postdepartement, für das er von seinen Fähigkeiten her gesehen am besten geeignet gewesen wäre, verwehrt blieb. Das einzige nennenswerte Geschäft, das er durch das Parlament brachte, war das Verbot von Kunstwein. Mitte November 1911 erkrankte er akut an einer Brustfellentzündung und verstarb zwei Wochen später im Alter von 62 Jahren.